# Russula betularum
Russule des bouleaux
Espèce
Russula betularum, la Russule des bouleaux, est une espèce de champignons de la famille des Russulaceae. Il s'agit d'un champignon de petite taille, fragile généralement de couleur blanche à rose très pâle, non comestible, poussant le plus souvent dans les bois de bouleaux.

## Description
Le chapeau est convexe à plat et a souvent une dépression centrale. En périphérie, le bord est plissé, bas et porte des excroissances. Il mesure 2 à 5 cm de diamètre, et il pèle complètement. Il varie en couleur du blanc au rose pâle, au rose profond et peut même être chamois pâle. Bien que, le plus souvent, il soit blanc avec du rosé, il peut aussi être jaune pâle ou ocre en son centre.
Le pied est généralement plus long que le diamètre du chapeau, et est cylindrique ou légèrement en forme de massue. Il est blanc et très fragile.
Les lamelles sont blanches, bien espacées, et donnent à l'impression des spores blanches. La chair est blanche et le goût fort. On peut la confondre avec Russula fragilis qui peut avoir la même couleur pâle, et qui pousse dans le même habitat. Toutefois, cette dernière espèce pèle seulement aux trois quarts et est généralement plus sombre au centre avec des tons pourpres. Elle a également des dentelures sur les bords des lamelles.

## Distribution et habitat
Russula betularum pousse en été et au début de l'automne. Ce champignon est très répandu en Grande-Bretagne, en Europe et en Scandinavie et est probablement mycorrhizale avec les bouleaux. Il pousse souvent dans des endroits humides dans les forêts.

## Comestibilité
Ce champignon n'est pas comestible et a un goût fort, poivré. Beaucoup d'espèces à chapeau rosé et au goût fort donnent des problèmes s'ils sont consommés crus, avec des symptômes le plus souvent gastro-intestinaux : diarrhée, vomissements douleurs abdominales à type de coliques. L'agent toxique n'a pas été identifié mais on pense qu'il s'agit de sesquiterpènes, qui ont été isolées du genre associé Lactarius et de Russula sardonia.

## Liste des variétés
Selon MycoBank (6 février 2023) :
- Russula betularum var. alborosea (Reumaux) Reumaux, 2003
- Russula betularum var. betularum
- Russula betularum var. carneolilacina (Bres.) Bidaud, Moënne-Locc. & Reumaux, 1996

## Systématique
Le nom correct complet (avec auteur) de ce taxon est Russula betularum Hora, 1960.
Russula betularum a pour synonyme :
- Russula emetica var. betularum (Hora) Romagn., 1967

## Étymologie
Son nom d'espèce betularum qui signifie « des bouleaux » en latin se réfère à son association avec les bouleaux (Betula sp.).

## Publication originale
- F. B. Hora, « New check list of British agarics and boleti part IV. Validations, new species and critical notes », Transactions of the British Mycological Society, Londres, vol. 43,‎ 1960, p. 440-459 (ISSN 0007-1536)